# يارحسين آباد (مقاطعة دلفان)
يارحسين‌آباد (بالفارسية: یارحسین‌آباد) هي قرية تقع في قسم ميربغ الشمالي الريفي (مقاطعة دلفان) في إيران. يقدر عدد سكانها بـ 109 نسمة بحسب إحصاء 2016.